# Манхатън Бийч (Калифорния)
Вижте пояснителната страница за други значения на Манхатън Бийч.
Манхатън Бийч (на английски: Manhattan Beach) е град в окръг Лос Анджелис в щата Калифорния, САЩ. Манхатън Бийч е с население от 33 852 и обща площ от 26,84 км² (10,36 мили²).

## Личности
- Джони Деп, актьор
- Мария Шарапова, руска тенисистка